# 菅山謙正
菅山 謙正（すがやま けんせい、1953年 - ）は、日本の英語学者。元ジーニアス英和辞典編集関係者、元神戸市外国語大学・京都府立大学名誉教授。専門は語彙文法（word grammar）。

## 経歴
新潟県出身。新潟県立高田高等学校、神戸市外国語大学卒業、同大学院修了。山岸勝榮によると、菅山の同大学での指導教官は小西友七であった。
神戸市外国語大学大学院修了後は大阪市立大学大学院に学んだ。同大学院修了後に母校の神戸市外国語大学に戻り教員に就任、助教授、教授を歴任した。神戸市外国語大学退官後は京都府立大学文学部教授に就任。その後龍谷大学に特任教授として着任した。
英語学の中でも語文法や語彙意味論などを専門とし、イギリスの言語学者リチャード・ハドソンの理論を日本に紹介した他、ハドソンと共同で研究書も執筆している。

## 不祥事
2014年1月14日、勤務先の龍谷大学に菅山の研究不正を告発する匿名の葉書が届いた。これに伴い同大学では調査委員会を設置して調査にあたったところ、菅山が同大在籍中に執筆した論文だけではなく、前任校の京都府立大学、前々任校の神戸市外国語大学在籍中に執筆した論文の中にも、盗用が疑われるものが散見されたことから、2大学においても調査が行われた。この結果、3大学のいずれにおいても、在籍中に菅山が執筆した論文に悪質な剽窃行為が認められ、菅山は同年10月7日に龍谷大学を懲戒解雇されたほか、神戸市外国語大学・京都府立大学の名誉教授称号も取り消された。なお、菅山が所属していた日本英文学会などの学会は、この菅山による論文盗用事件に関して、正式なコメントを何一つ出していない。